# Planeta (agregador)
En medios sociales, el término planeta o planet se refiere a un sitio web agregador cuyo contenido está exclusivamente compuesto por los mensajes de un conjunto de bitácoras o blogs que normalmente comparten una temática común. Los blogs agregados en un planeta pueden pertenecer a una comunidad de usuarios que comparten algún interés, pertenecer a un mismo ámbito regional, etc., y por lo general es común encontrarlos en torno a las comunidades del software libre y de código abierto.
Su nombre deriva del software llamado Planet, diseñado originalmente por Jeff Waugh y Scott James Remnant. Planet es software libre y está liberado bajo la licencia Python.
Debido a que recolectan información de diversos autores, para ayudar a esclarecer la opinión de cada quien se popularizaron en los planetas los hackergotchis, un tipo de avatar. .

### Ejemplos de planetas
Algunos ejemplos de planetas de blogs en lengua española son (ordenados por orden alfabético):
- Eduplaneta Musical: Colección de edublogs musicales.
- GuidoBlogs: Primer planeta de blogs de profesores de Conservatorios y Escuelas de Música.
- Planeta Argento: Blogs educativos de docentes argentinos y escuelas.
- Planeta Cordósfera. Agrega bitácoras realizadas por cordobeses o sobre Córdoba (Argentina).
- Planeta Espeleo. Deportivo/científico, regional. Reúne bitácoras relacionadas con la práctica de la espeleología en España.
- Planeta DIS. Social, regional. Reúne bitácoras de miembros del Departamento de Informática y Sistemas de la * Universidad de Las Palmas de Gran Canaria.
- Planeta GNOME Hispano. Tecnológico, internacional. Agrega bitácoras de miembros de la comunidad de desarrolladores de la distribución de Linux Gnome en el mundo hispano.
- Planeta Linux México: Planeta Linux Hispano.
- Planeta Universidad Archivado el 26 de septiembre de 2010 en Wayback Machine.. Educación/tecnología, nacional (España). Agrupa los flujos de información de las oficinas de software libre de las universidades españolas.
- Planeta VaSlibre. Agrupación de noticias de diferentes Blogs sobre software libre (Venezuela).

### Herramientas
- Planet, la herramienta software para construir planetas.
- Planetaki, servicio web para crear planetas, permite incrustarlos en cualquier página web.
- Favs, servicio web diseñado para profesores que quieran usar planetas de blogs en sus clases.

- Datos: Q1817113